# Сусрети на Змајевцу
Сусрети на Змајевцу је манифестација на којој се представљају изворне певачке групе и парови српског говорног подручја и одржава се сваке године у недељу после празника Светог Пророка Илије на локалитету Змајевац у Рожанству.
Манифестација се одржава залагањем Милунке Томашевић Хаџије и у организацији Туристичког друштва „Извор Змајевац” и Удружења грађана „Распевани Златибор”.

## Извор Змајевац
Змајевац је име за извор који избија из једне пећине која се налази у подножју Великог брда, на југоистоку села Рожанства. Вода је тако хладна током читаве године, а избија у великом млазу (око 20 литара у секунди) да је народ одувек веровао да само змајеви као непозната, надприродна и свемоћна бића могу обезбедити такве изворе који не зависе од временских промена, па током суше исто као и у кишним периодима дају подједнаку количину воде. Управо из тог разлога, народ је некада веровао и у њена лековита својства. Данас овај извор снабдева неколико села квалитетном пијаћом водом путем савременог система водоводних постројења и цевовода, па је човек, користећи науку, савладао снагу непознатог змаја и подредио је својим потребама.

## Народно веровање
Змајеви су бића из паганских, незнабожачких времена када се све што се разумом није могло објаснити приписивало непознатим моћним надприродним силама. Испредале су се тако легенде, преносиле с колена на колено и сачувале до наших дана. И када је хришћанско становништво преовладало на овим просторима, празноверје, сујеверје и страх од непознатих бића нису нестали. Веровало се тако да је моћни змај у ову пећину долазио сваке године и то у прву недељу после празника посвећеног светом Илији громовнику како би се окупао у овом леденом, лековитом извору. Народ је приповедао да су га многи видели и описивао као сјајно биће дугачко као вратило од чијег је тела, уоколо, на све стране, сипала ужарена ватра. Долазио је рано, у зору и нестајао у пећини. Управо из тог разлога људи су, незнано када али свакако давних времена, кренули да зором долазе на овај извор назвавши га Змајевац и да се ради здравља или излечења, купају или умивају у његовој леденој води. Сматрало се да челично здравље једног неуништивог Змаја даје гаранцију да ће и сваки човек који га следи, купајући се истом водом, постати и остати вечно здрав.
Ти доласци на извор ради умивања прерасли су у све бројнија окупљања, најпре мештана села Рожанства, а потом и других из околних села. А када се већ тако у великом броју нађу заједно и то у недељу када се празнује и не ради, отпочела су дружења, разговори, сусрети, виђења, па понека песма и игра. Тако се усталило саборовање на ливади близу пећине и извора Змајевца и то увек у недељу после Илиндана који се сваке године слави 2. августа, а недеља како те године падне.

## Сабор у Рожанству
Вашари, сабори, панађури имају дугу традицију у српском православном народу. Сви су везани за неке црквене празнике, а окупљања су најчешће била око храмова и богомоља али и на другим местима погодним за саборовање и кола. Веома често било је то у близини извора хладне пијаће воде која је значила живот и без које се није могло. 
Скупови организовани пре свега ради забаве, весеља, игре и упознавања и дружења и у селу Рожанству су имали своју дугу, вековну традицију. У центру села одржавао се вашар на Томиндан 19. октобра, на Митровдан 8. новембра као и на Српску Нову годину или Мали Божић 14. јануара. На треће Тројице село је славило своју приславу у центру али и у сваком дому, на Ивањдан 7. јула, као и на празник Усекованија главе Јована Претече 11. септембра код Јованове воде у Омару такође је био народни вашар. 
Сви сабори који су се некада одржавали у центру села и код Омара угасили су се јер је народ временом променио своје навике. Једино је окупљање на ливади у близини пећине и моћног извора Змајевац опстало и чува традицију вековног окупљања и дружења у заједничкој песми и игри. Народу који је живео на селу, условљен више природним него друштвеним правилима и законима и који је вредно и марљиво радио, сабори су представљали велику радост. Ту су се млади упознавали, неки се заволели и бракове склапали. Многи су се посвађани тада мирили, а весеља је било напретек, да се савладају невоље, немаштина, умор, да се провесели, запева, заигра. И за трговце и занатлије, угоститеље, вашари су представљали могућност да се роба прода и заради.
У данашњем времену отуђености и још већег недостатка могућности за праву забаву, стару, некадашњу песму и игру у заједничком колу, вашари имају такође велики значај. Очувању традиције и обичаја, неговању старог начина певања на бас, извиком, уживању у музици трубача, фрулаша, хармоникаша, вашари дају могућност да се даровити покажу, а и да млади упознају, заволе и сачувају као драгоцено наслеђе предака како би га пренели потомцима, уверени да на сопственим, дубоким коренима треба градити будућност.